# Dischista legrandi
Dischista legrandi är en skalbaggsart som beskrevs av Franz Antoine 2004. Dischista legrandi ingår i släktet Dischista och familjen Cetoniidae. Inga underarter finns listade i Catalogue of Life.